# Meri Andraković
Meri Andraković (Osijek, 28. lipnja 2000.) je hrvatska glazbenica.

## Životopis
Rodila se u Osijeku. Bavila se amaterskim pjevanjem od djetinjstva. Proslavila se ulaskom u superfinale RTL showa Zvjezdice, u kojem je ušla u prvih 6 natjecatelja. Sudjelovala je na Božiću u Ciboni 2015. godine te na drugim medijskim događanjima. U suradnji s Alenom Orlićem i Goranom Topolovcem, snimila je svoju prvu pjesmu pod nazivom Sve sam tebi oprostila ja. Nastupila je na Aurea Festu u Požegi među mnogim brojnim slavnim pjevačima hrvatske glazbene scene. 
Ubrzo nakon toga, dobila je ulogu u Osječkom HNK u mjuziklu Moje pjesme, moji snovi kao jedna od sedmero djece, Louise von Trapp.
Iste godine kad je predstava došla na kazališne daske, osvojila je Nagradu hrvatskog glumišta za mlade umjetnike do 30 godina. 2017. godine ponovno se vraća u javnost s umjetničkim imenom Mery. Izdaje svoj drugi singl pod nazivom Kemija koja je nastala u suradnji s Kristijanom Rahimovskim i Borisom Đurđevićem (Colonia). Upisuje glazbenu školu za solo pjevanje u srednjoj školi Franje Kuhača u Osijeku.
Od 2023. godine pjevačica je grupe Electro team.

## Ostalo
- "Šutnja" kao čuvarica konja (2023.)

## Vanjske poveznice
- Meri Andraković - Sve sam tebi oprostila ja (službeni videospot 2016., HD), kanal Meri Andraković na YouTubeu, 10. kolovoza 2016,
- Mery - Kemija (službeni videospot) , kanal Hit Records Discography na YouTubeu, 26. lipnja 2017.